# Quinto Servílio Cepião (meio-irmão de Catão, o Jovem)
Quinto Servílio Cepião foi um político romano ligado a vários outros personagens importantes da história romana da época das guerras civis, sendo meio-irmão de Catão, o Jovem e tio e pai adotivo de Bruto.

## Família
Ele era filho de Quinto Servílio Cepião, o Jovem, e irmão de Servília Cepião. Ele tinha dois meio-irmãos, Marco Pórcio Catão (conhecido como Catão, o Jovem) e Pórcia. Eles foram criados por Marco Lívio Druso, irmão de sua mãe.

## Relação com Catão
Seu irmão, Catão, o admirava muito; uma vez, quando perguntaram a Catão quem ele mais amava no mundo, ele respondeu meu irmão. Perguntado quem ele amava em segundo lugar, ele respondeu, de novo, meu irmão, e de novo, em terceiro lugar, e assim por diante, até que o questionador desistiu de perguntar. Quando Catão tinha vinte anos, ele não fazia uma refeição, uma viagem ou ia ao fórum sem Cepião. Quando Cepião foi elogiado por sua discrição e moderação, ele respondeu que tinha estas qualidades quando comparado com a maioria dos homens, mas quando comparado a Catão ele era um Sippius, um personagem que era conhecido por sua luxúria e por ser efeminado.

## Carreira e morte
Ele foi tribuno militar durante a guerra de Espártaco.
Ele ficou doente quando estava viajando para a Ásia, em Aenus, na Trácia, e morreu antes que seu irmão chegasse para visitá-lo. Seus herdeiros foram seu meio-irmão Catão e uma jovem filha.
Possivelmente ele foi pai adotivo de Bruto, que teria assumido o nome de Quinto Servílio Cepião Bruto, conforme evidência numismática.